# Diócesis de Ratchaburi
La diócesis de Ratchaburi (en latín: Dioecesis Ratchaburen(sis) y en tailandés: เขตมิสซังราชบุรี) es una circunscripción eclesiástica latina de la Iglesia católica en Tailandia, sufragánea de la arquidiócesis de Bangkok. La diócesis tiene al obispo John Bosco Panya Kritcharoen como su ordinario desde el 18 de marzo de 2005.

## Territorio y organización
La diócesis tiene 31 362 km² y extiende su jurisdicción sobre los fieles católicos de rito latino residentes en las provincias de: Ratchaburi, Phetchaburi, Kanchanaburi y Samut Songkhram.
La sede de la diócesis se encuentra en la ciudad de Ratchaburi, mientras que en Bang Nok Khwaek se halla la Catedral de la Natividad de la Virgen María.
En 2020 en la diócesis existían 26 parroquias.

## Historia
La misión sui iuris de Rajabuti fue erigida el 30 de junio de 1930 con el breve Quae catholico del papa Pío XI, obteniendo el territorio de la arquidiócesis de Bangkok.
El 28 de mayo de 1934 con la bula Ad Christianum nomen del papa Pío XI la misión sui iuris fue elevada a prefectura apostólica, que el 3 de abril de 1941 fue elevada a su vez a vicariato apostólico en virtud de la bula Si Evangelii del papa Pío XII.
El 18 de diciembre de 1965, como resultado de la bula Qui in fastigio del papa Pablo VI el vicariato apostólico fue elevado a diócesis y asumió el nombre de diócesis de Bangnokhuek.
El 21 de octubre de 1966 asumió el nombre de diócesis de Ratburi.
El 25 de junio de 1969, en virtud del decreto Cum Excellentissimus de la Congregación para la Evangelización de los Pueblos, tomó su nombre actual.
El 26 de junio de 1969 cedió una parte de su territorio para la erección de la diócesis de Surat Thani mediante la bula Qui Regno Christi del papa Pablo VI.

## Estadísticas
De acuerdo al Anuario Pontificio 2021 la diócesis tenía a fines de 2020 un total de 18 321 fieles bautizados.
| Año                                                                             | Población            | Población | Población      | Sacerdotes | Sacerdotes    | Sacerdotes    | Bautizados por sacerdote | Diáconos permanentes | Religiosos | Religiosos | Parroquias |
| Año                                                                             | Bautizados católicos | Total     | % de católicos | Total      | Clero secular | Clero regular | Bautizados por sacerdote | Diáconos permanentes | Varones    | Mujeres    | Parroquias |
| ------------------------------------------------------------------------------- | -------------------- | --------- | -------------- | ---------- | ------------- | ------------- | ------------------------ | -------------------- | ---------- | ---------- | ---------- |
| 1949                                                                            | 10 389               | 2 541 039 | 0.4            | 35         | 7             | 28            | 296                      |                      | 22         | 40         |            |
| 1970                                                                            | 13 543               | 1 041 444 | 1.3            | 33         | 21            | 12            | 410                      |                      | 17         | 51         | 12         |
| 1980                                                                            | 16 248               | 1 693 525 | 1.0            | 29         | 19            | 10            | 560                      |                      | 15         | 76         | 13         |
| 1990                                                                            | 15 962               | 2 042 462 | 0.8            | 45         | 28            | 17            | 354                      |                      | 34         | 118        | 25         |
| 1999                                                                            | 15 136               | 2 221 267 | 0.7            | 61         | 43            | 18            | 248                      |                      | 24         | 113        | 33         |
| 2000                                                                            | 15 346               | 2 259 493 | 0.7            | 63         | 45            | 18            | 243                      |                      | 23         | 113        | 33         |
| 2001                                                                            | 15 246               | 2 264 970 | 0.7            | 70         | 50            | 20            | 217                      |                      | 35         | 115        | 33         |
| 2002                                                                            | 15 427               | 2 281 014 | 0.7            | 70         | 52            | 18            | 220                      |                      | 34         | 86         | 33         |
| 2003                                                                            | 15 367               | 2 298 585 | 0.7            | 72         | 54            | 18            | 213                      |                      | 24         | 82         | 23         |
| 2004                                                                            | 15 730               | 2 327 381 | 0.7            | 69         | 56            | 13            | 227                      |                      | 19         | 82         | 33         |
| 2010                                                                            | 15 192               | 2 323 540 | 0.7            | 81         | 59            | 22            | 187                      |                      | 27         | 101        | 28         |
| 2014                                                                            | 15 719               | 2 358 247 | 0.7            | 65         | 48            | 17            | 241                      |                      | 24         | 108        | 30         |
| 2017                                                                            | 16 100               | 2 477 000 | 0.6            | 68         | 49            | 19            | 236                      |                      | 32         | 109        | 30         |
| 2020                                                                            | 18 321               | 2 447 122 | 0.7            | 69         | 52            | 17            | 265                      |                      | 23         | 106        | 26         |
| Fuente: Catholic-Hierarchy, que a su vez toma los datos del Anuario Pontificio. |                      |           |                |            |               |               |                          |                      |            |            |            |

## Episcopologio
- Gaetano Pasotti, S.D.B. † (28 de febrero de 1931-3 de septiembre de 1950 falleció)
- Pietro Luigi Carretto, S.D.B. † (12 de abril de 1951-26 de junio de 1969 nombrado obispo de Surat Thani)
- Robert Ratna Bamrungtrakul † (26 de junio de 1969-28 de abril de 1975 nombrado obispo de Chiang Mai)
- Joseph Ek Thabping † (2 de octubre de 1975-12 de febrero de 1985 falleció)
- John Bosco Manat Chuabsamai † (25 de noviembre de 1985-24 de julio de 2003 renunció)
  - Lawrence Thienchai Samanchit (20 de junio de 2003-18 de marzo de 2005) (administrador apostólico)
- John Bosco Panya Kritcharoen, desde el 18 de marzo de 2005